# Abdüllatif Şener

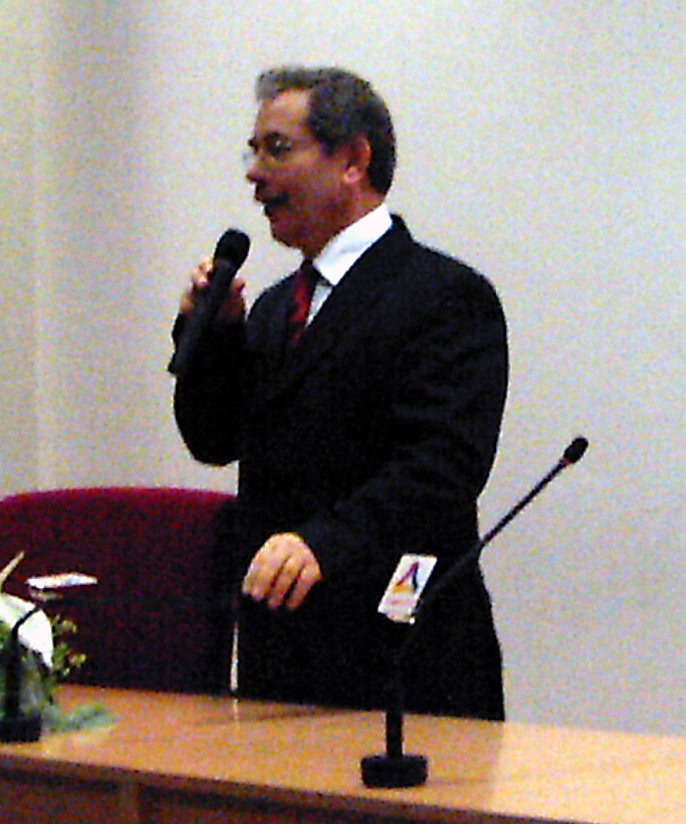
Abdüllatif Şener an der TOBB Universität für Ökonomie und Technologie in Ankara am 6. März 2007

Abdüllatif Şener (* 1954 im Landkreis Gürün, Provinz Sivas) ist ein türkischer Politiker. Nachdem er lange Zeit Mitglied der Wohlfahrtspartei (RP) und Tugendpartei (FP) aus der Millî-Görüsch-Bewegung war, ist Şener seit Juni 2018 Parlamentsabgeordneter der säkularen CHP für Konya.

## Leben und Karriere
Şener ist tscherkessischer Abstammung. Er absolvierte die Fakultät für Politikwissenschaft an der Universität Ankara. Seine Doktorarbeit schrieb Şener an der Gazi-Universität. Er wurde an derselben Universität Doçent. Şener war stellvertretender Dekan der Fakultät für Ökonomie und Verwaltung an der Gazi-Universität. Er war Hochschulprofessor an der Fakultät für Ökonomie und Verwaltung an der Hacettepe-Universität.
Abdüllatif Şener ist Gründungsmitglied der Adalet ve Kalkınma Partisi (AKP). Er war in der 19. und 20. Legislaturperiode Abgeordneter für die Provinz Sivas in der Großen Nationalversammlung der Türkei. Şener war Abgeordneter der AKP auch in der 21. und 22. Legislaturperiode. Er war in der 54. Regierung („Kabinett Erbakan“) Finanzminister. Außerdem war er Stellvertretender Ministerpräsident und Staatsminister in der 58. („Kabinett Gül“) und 59. Regierung („I. Erdoğan-Kabinett“).
Seit seinem Austritt aus der AKP gilt er als einer der schärfsten Kritiker dieser. Er war Vorsitzender der Türkiye Partisi, die am 25. Mai 2009 von 33 Gründungsmitgliedern gegründet wurde. Mit dem Übertritt des unabhängigen Abgeordneten Mehmet Yaşar Öztürk war die Partei mit einem Mandat im Parlament vertreten.
Şener ist verheiratet und Vater von vier Kindern.